# モーリス・ハドソン・サッチャー
モーリス・ハドソン・サッチャー（英: Maurice Hudson Thatcher、1870年8月15日 - 1973年1月6日）は、アメリカ合衆国の弁護士、政治家である。1910年から1913年にかけてパナマ運河地帯総督を、1923年から1933年にかけてケンタッキー州選出の共和党下院議員を務めた。
1870年にイリノイ州シカゴで生まれ、1874年にケンタッキー州モーガンタウン近郊に転居。1892年にバトラー郡の巡回裁判所判事助手に選ばれ、1896年に辞任するまでその職にあった。フランクフォートで法律を学んだ後、1898年に弁護士の資格を得、1898年から1900年まで州の司法次官補を務めた。1900年に同州のルイビルに移り、1901年から1906年まで同州西部地区の連邦検事補を務め、1908年から1910年まで同州の検査官（state inspector and examiner for Kentucky）を務めた。
1910年4月、ウィリアム・タフト大統領は、サッチャーを地峡運河委員会の一員とし、民政部門のトップに就け、総督の地位に置いた。当時、パナマ運河はまだ建設中で、サッチャーは駐留アメリカ軍の衛生主任で黄熱病対策の先駆者であったウィリアム・C. ゴーガス（William C. Gorgas）と親しく、ゴーガスの尽力により運河地帯の伝染病の犠牲は最小限に抑えられた。1913年にパナマを離れルイビルに戻り弁護士となったが、生涯パナマを忘れることはなく、以降も様々な支援を行った。1928年にパナマシティに熱帯性伝染病の予防と研究を行うゴーガス記念研究所を設立。1931年に運河を渡る交通手段として無料フェリーの創設や、フェリーに接続する高速道路の建設などを支援し、フェリーと高速道路には功績を讃えてサッチャーの名がつけられた。1962年に建設されたアメリカ橋も当初はサッチャー・フェリー橋（Thatcher Ferry Bridge）という名称であった。
1922年から1932年にわたってケンタッキー州第5選挙区の共和党下院議員に選出され、下院歳出委員会の一員となり、マンモス・ケーブ国立公園やザカリー・テイラー国立墓地（Zachary Taylor National Cemetery）の創設、フォート・ノックス（Fort Knox）の常設基地への転換などに関与した。1932年に同党から上院に立候補するも落選し、ワシントンD.C.で弁護士業に戻った。1939年から1969年までゴーガス記念研究所の副所長兼法務顧問を務めた。
1973年にワシントンD.C.で死去。2006年時点でアメリカ下院議員経験者としてはもっとも長命（102歳）で、地峡運河委員会のメンバーの最後の一人であった。